# Anthony Moon
Anthony Moon es un personaje ficticio de la serie de televisión británica EastEnders, interpretado por el actor Matt Lapinskas del 25 de julio del 2011, hasta el 30 de agosto del 2012.

## Antecedentes
Anthony es el hijo de Eddie Moon, hermano de Francesca y Tyler, medio hermano de Michael Moon y Craig Moon y primo de Alfie Moon. Anthony es un joven bien preparado y confiable, le gusta coquetear sin embargo en el fondo es una persona romántica y que le gusta enamorarse. 

## Biografía
Anthony llegó a Walford en el 2011 haciéndose pasar por un miembro del consejo local con el objetivo de ayudar a su padre, Eddie a expulsar a un ocupante ilegal de algunas premisas que Eddie deseaba llevar a su tienda.
Poco después Anthony le compra algunbos candelabros a Cora Cross y más tarde Eddie los vende a £8000, sin embargo cuando Tyler decide entrar a un combate de boxeo sin licencia, Michael conociendo que Anthony en el pasado ha tenido problemas con las apuestas de juegos lo convence de que Tyler ganará y que sería una excelente idea apostar por él, por lo que Anthony, le roba a su padre el dinero que obtuvo por los candelabros.